# Leon Ware
Leon Ware (16 de febrero de 1940 - 23 de febrero de 2017) fue un compositor, productor y cantante estadounidense. Además de su carrera como intérprete solista, Ware es conocido por trabajo como productor de numerosos éxitos para artistas como Michael Jackson, Quincy Jones, Maxwell, Minnie Riperton y Marvin Gaye.

## Biografía
Leon Ware nació y creció en Detroit. Durante su adolescencia formó parte de un grupo vocal llamado the Romeos, junto a Lamont Dozier y Ty Hunter (posteriormente miembro de the Originals).  Tras un tiempo trabajando para ABC Records, en 1967 comenzó su carrera como compositor en la compañía discográfica Motown, donde escribió temas para artistas como the Isley Brothers, Martha & the Vandellas y the Jackson 5. En 1971, colaboró con Ike & Tina Turner, coescribiendo seis temas para su álbum Nuff Said, publicado por United ArtistsEl álbum alcanzó el puesto número 21 de la lista de éxitos Billboard R&B y entró en la lista Billboard 200, lo que le proporcionó un contrato como solista con United Artists donde publicó su álbum debut en 1972. Durante esta época, Ware comenzó a colaborar con Arthur "T-Boy" Ross, el hermano menor de Diana Ross. Escribió el tema "I Wanna Be Where You Are" grabado por Michael Jackson y publicado en su álbum de 1972, Got To Be There. El sencillo alcanzó el número 2 de las listas de éxitos R&B y el puesto16 en Billboard Hot 100. 
Ware escribió para numerosos artistas durante esta época, incluidos Donny Hathaway o The Miracles. En 1974, Quincy Jones seleccionó a Ware como compositor y vocalista para su álbum Body Heat. La canción, "If I Ever Lose This Heaven", fue un éxito R&B en septiembre de ese año y fue versionada por Average White Band. Ware trabajó junto a Minnie Riperton en el álbum de Jones y volvió a colaborar con ella para su propio álbum, Adventures in Paradise, componiendo el tema, "Inside My Love". Ware y T-Boy Ross trabajaron juntos en las demos para el segundo álbum de Ware, publicado por Motown. Una de las grabaciones de la maqueta, "I Want You", fue escuchada por Berry Gordy, quien decidió que fuera grabada por Marvin Gaye. Gaye escuchó el resto de la maqueta y decidió incluir varios temas más en su siguiente álbum, I Want You. El álbum alcanzó el número 1 de las listas de éxitos R&B, y entró en los 10 más populares de la lista Billboard 200, llegando a vender más de un millón de copias.
Tras haber cedido el material de su álbum a Marvin Gaye, Ware hubo de empezar de nuevo a componer el que sería su segundo álbum en solitario con el sello de Gordy, Musical Massage, publicado en septiembre de 1976. En 1981, Ware produjo el álbum the Shadows In The Street para el grupo Shadow. Ware continuó compaginando su carrera como compositor y productor discográfico con el lanzamiento de sus álbumes en solitario entre 1979 y 2008, Durante ese periodo, escribió para Teena Marie, Jeffrey Osborne, Loose Ends, James Ingram, Melissa Manchester, Krystol, Bobby Womack y Lulu. Ware colaboró con el cantante Maxwell en su álbum debut de 1996, Maxwell's Urban Hang Suite, escribiendo el tema "Sumthin' Sumthin'". El álbum es considerado como uno de los referentes del género neo-soul. El éxito de este álbum atrajo la atención de artistas de hip hop, que comenzaron a samplear temas de los primeros trabajos de Ware.
En 2009, Ware fue diagnosticado de cáncer de próstata. Falleció en Marina del Rey, California el 23 de febrero de 2017 a los 77 años de edad como consecuencia de complicaciones surgidas a raíz de esta enfermedad.

## Discografía

### Álbumes de estudio
| 1972 | Leon Ware             | — | —  | United Artists     |  |  |
| 1976 | Musical Massage       | — | —  | Motown             |  |  |
| 1979 | Inside Is Love        | — | 62 | Fabulous           |  |  |
| 1981 | Rockin' You Eternally | — | —  | Elektra            |  |  |
| 1982 | Leon Ware (1982)      | — | —  | Elektra            |  |  |
| 1987 | Undercover            | — | —  | Sling Shot Records |  |  |
| 1995 | Taste the Love        | — | —  | Expansion          |  |  |
| 2001 | Candlelight           | — | —  | Expansion          |  |  |
| 2003 | Love's Drippin        | — | —  | P-Vine             |  |  |
| 2004 | A Kiss in the Sand    | — | —  | Kitchen Records    |  |  |
| 2008 | Moon Ride             | — | —  | Stax               |  |  |
| 2014 | Sigh                  | — | —  | P-Vine             |  |  |
| 2019 | Rainbow Deux          | — | —  | Be With Records    |  |  |
|      |                       |   |    |                    |  |  |

## Principales composiciones para otros artistas
- 1966: "Tell Me I'll Never Be Alone" – Martha & The Vandellas
- 1967: Souled Out (álbum) – The Righteous Brothers
- 1967: "Land of Tomorrow" – Kim Weston
- 1967: "Got To Have You Back" – The Isley Brothers
- 1969: "When My Love Hand Comes Down" – The Ruffin Brothers
- 1970: "2-4-6-8" – The Jackson 5
- 1970: "Just Seven Numbers (Can Straighten Out My Life)" – Four Tops
- 1971: Nuff Said (álbum) – Ike & Tina Turner
- 1972: "I Wanna Be Where You Are" – Michael Jackson
- 1972: "Up in Heah|Up In Heah" – Ike & Tina Turner
- 1972: "I Know How It Feels To Be Lonely" – Delaney & Bonnie
- 1972: "Don't Tell Me I'm Crazy" – Edwin Starr
- 1973: "Give Me Just Another Day" – The Miracles
- 1973: "Stay Away" – The Valentinos
- 1973: "Able, Qualified, And Ready" – Bonnie Bramlett
- 1973: "Rolling Down A Mountainside" – Isaac Hayes
- 1973: "Euphoria" – Michael Jackson
- 1973: "It's Too Late to Change the Time" – The Jackson 5
- 1973: "Don't Say Goodbye Again" – The Jackson 5
- 1973: "I Know It's You" – Donny Hathaway
- 1974: "If I Ever Lose This Heaven" – Quincy Jones
- 1975: Adventures In Paradise (álbum) – Minnie Riperton
- 1975: "If I Ever Lose This Heaven" – Nancy Wilson
- 1975: "If I Don't Love You This Way" – The Temptations
- 1975: "Git It" – Bobby Womack
- 1976: I Want You (álbum) – Marvin Gaye
- 1977: "Fantasy Is Reality" – Parliament
- 1980: "Everywhere Inside Of Me" – Norman Connors
- 1980: "No Tricks" – Chuck Jackson
- 1984: "Show Me Your Magic" – Bobby King
- 1984: "My Dear Mr. Gaye" – Teena Marie
- 1986: "Love's Been Here And Gone" – James Ingram
- 1986: "You Make Me Want To (Love Again)" – Vesta Williams
- 1996: "Sumthin' Sumthin'" – Maxwell